# Flaga Uzbeckiej SRR
Flaga Uzbeckiej Socjalistycznej Republiki Radzieckiej w opisanej wersji została przyjęta 29 sierpnia 1952 r.
Dominującym kolorem flagi była czerwień – barwa flagi ZSRR. Kolor ten od czasów Komuny Paryskiej był symbolem ruchu komunistycznego i robotniczego, jako nawiązanie do przelanej przez robotników krwi. Obecna na fladze barwa niebieska symbolizowała niebo, zaś kolor biały oznaczał bawełnę – główne bogactwo kraju.
Flaga w lewym górnym rogu zawierała wizerunek złotego sierpa i młota oraz umieszczoną nad nimi czerwoną pięcioramienna gwiazdę w złotym obramowaniu. Sierp i młot symbolizowały sojusz robotniczo-chłopski, a czerwona gwiazda – przyszłe, spodziewane zwycięstwo komunizmu we wszystkich pięciu częściach świata. Ponadto przez takie umieszczenie symboli flaga nawiązywała graficznie do flagi ZSRR.
Po uzyskaniu niepodległości przez Uzbekistan flagę Uzbeckiej SRR zastąpiono inną flagą, bardziej nawiązującą do specyfiki kraju (flaga Uzbekistanu), którą oficjalnie przyjęto 18 listopada 1991 r.

## Poprzednie wersje flagi Uzbeckiej SRR
Opisana flaga jest siódmą z kolei banderą Uzbeckiej SRR. We wcześniejszych okresach symbolami kraju były następujące flagi:
- 22 lipca 1925 – 9 stycznia 1926 – czerwona flaga z umieszczonym w lewym górnym rogu złotym skrótem nazwy republiki w języku uzbeckim (pismem arabskim) i rosyjskim (cyrylicą) – Уз.С.С.Р.
- 9 stycznia 1926 – 1931 – czerwona flaga z umieszczonym w lewym górnym rogu złotym skrótem nazwy republiki w języku uzbeckim (alfabetem łacińskim) – Oz.b.Ş.C., rosyjskim (cyrylicą) – Уз.С.С.Р. i tadżyckim (pismem łacińskim) – C.Ş.b.O.Z.
- 1931 – styczeń 1935 – czerwona flaga z umieszczonym w lewym górnym rogu złotym skrótem nazwy republiki w języku uzbeckim (alfabetem łacińskim) – OzbSC i rosyjskim (cyrylicą) – УзССР
- styczeń 1935 – 1937 – czerwona flaga z umieszczonym w lewym górnym rogu złotym skrótem nazwy republiki w języku uzbeckim (alfabetem łacińskim) – OzSSR i rosyjskim (cyrylicą) – УзССР
- 1937 – 16 stycznia 1941 – czerwona flaga z umieszczonym w lewym górnym rogu złotym napisem zawierającym częściowo skróconą nazwę republiki w języku uzbeckim (alfabetem łacińskim) – OZBEKISTAN SSR i rosyjskim (cyrylicą) – УЗБЕКСКАЯ ССР
- 16 stycznia 1941 – 29 sierpnia 1952 – czerwona flaga z umieszczonym w lewym górnym rogu złotym napisem zawierającym częściowo skróconą nazwę republiki w języku uzbeckim (cyrylicą) – ЎЗБЕКиСТОН ССР i rosyjskim (cyrylicą) – УЗБЕКСКАЯ ССР

1925–1926
1926–1931
1931–1935
1935–1937
1937–1941
1941–1952
1952-1991